# Честна игра
„Честна игра“ (на английски: Fair Game) е американски екшън трилър от 1995 г. на режисьора Андрю Сайпс, сценарият на Чарли Флечър е базиран на романа A Running Duck, написан от Паула Гослинг през 1974 г., който преди това е адаптиран от филма „Кобра“ през 1986 г. Във филма участват Уилям Болдуин, Синди Кроуфорд, Стивън Беркоф и Кристофър Макдоналд.